# IC 1174
IC 1174 ist eine linsenförmige Galaxie vom Hubble-Typ S0-a im Sternbild Serpens am Himmelsäquator. Sie ist schätzungsweise 214 Millionen Lichtjahre von der Milchstraße entfernt.
Das Objekt wurde am 26. August 1867 von Truman Henry Safford entdeckt.